# Culture de la Bulgarie
 (avril 2017).

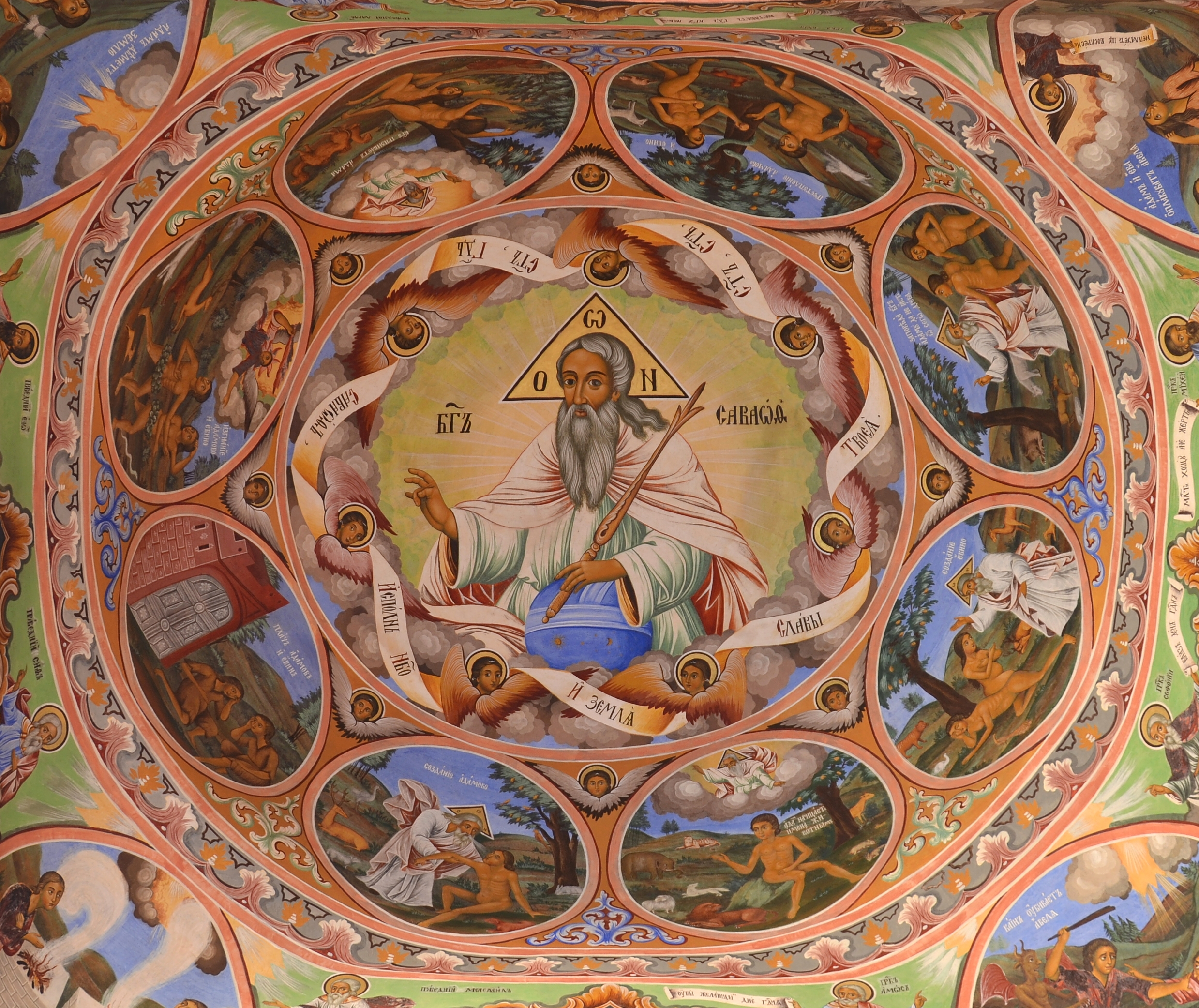
Fresque au monastère de Rila

La culture de la Bulgarie, pays d’Europe du Sud-Est situé dans la péninsule balkanique, désigne d'abord les pratiques culturelles observables de ses habitants (6 900 000, estimation 2023).

## Langues et peuples

### Langues
- Langues en Bulgarie
  - Langue bulgare (85 %), De la langue bulgare[1], Études bulgares
    - Système bulgare officiel de translittération des caractères cyrilliques, Liste Swadesh du bulgare
    - Variantes régionales du bulgare, dont Macédonien, Langues slaves méridionales

  - Aroumain ou macédo-roumain
  - Turc et Tatar de Crimée et Gagaouze des Balkans ou turc balkanique (> 9 %)
  - Romani balkanique (> 4 %)
  - Albanais (en Macédoine du Nord)
  - Langues étrangères : allemand, anglais, français (francophonie[2],[3]), russe, etc
  - Langue des signes bulgare
- Anciennes inscriptions : Omurtag's Tarnovo Inscription (en), Chatalar Inscription (en)
- Langues slaves, Slavistique

### Populations
- Démographie de la Bulgarie
  - Groupes ethniques en Bulgarie
    - Bulgares
    - Bulgares de Dobroudja (en)
    - Gagaouzes
    - Juifs de Bulgarie, histoire des Juifs en Bulgarie, Loi pour le protection de la nation (en) (1940), Sauvetage des Juifs de Bulgarie (1940)
    - Pomaks
    - Roms de Bulgarie (4,9 %), Boyash, Mesures d'éloignement des Roms de nationalité étrangère en France, (Égyptiens des Balkans, Ashkalis)
    - Saracatsanes
    - Tatars de Crimée en Bulgarie
    - Bulgares de Thrace (en), Destruction des Bulgares de Thraces en 1913 (en)
    - Tronken (de)
    - Turcs de Bulgarie
    - Valaques de Bulgarie
    - Autres minorités

  - Immigration en Bulgarie (en)
    - Souabes du Danube

  - Bulgares de Bessarabie (en)
  - Bulgares de Roumanie
  - Minorité bulgare de Hongrie
  - Bulgares en France (en) (34 000)

## Traditions

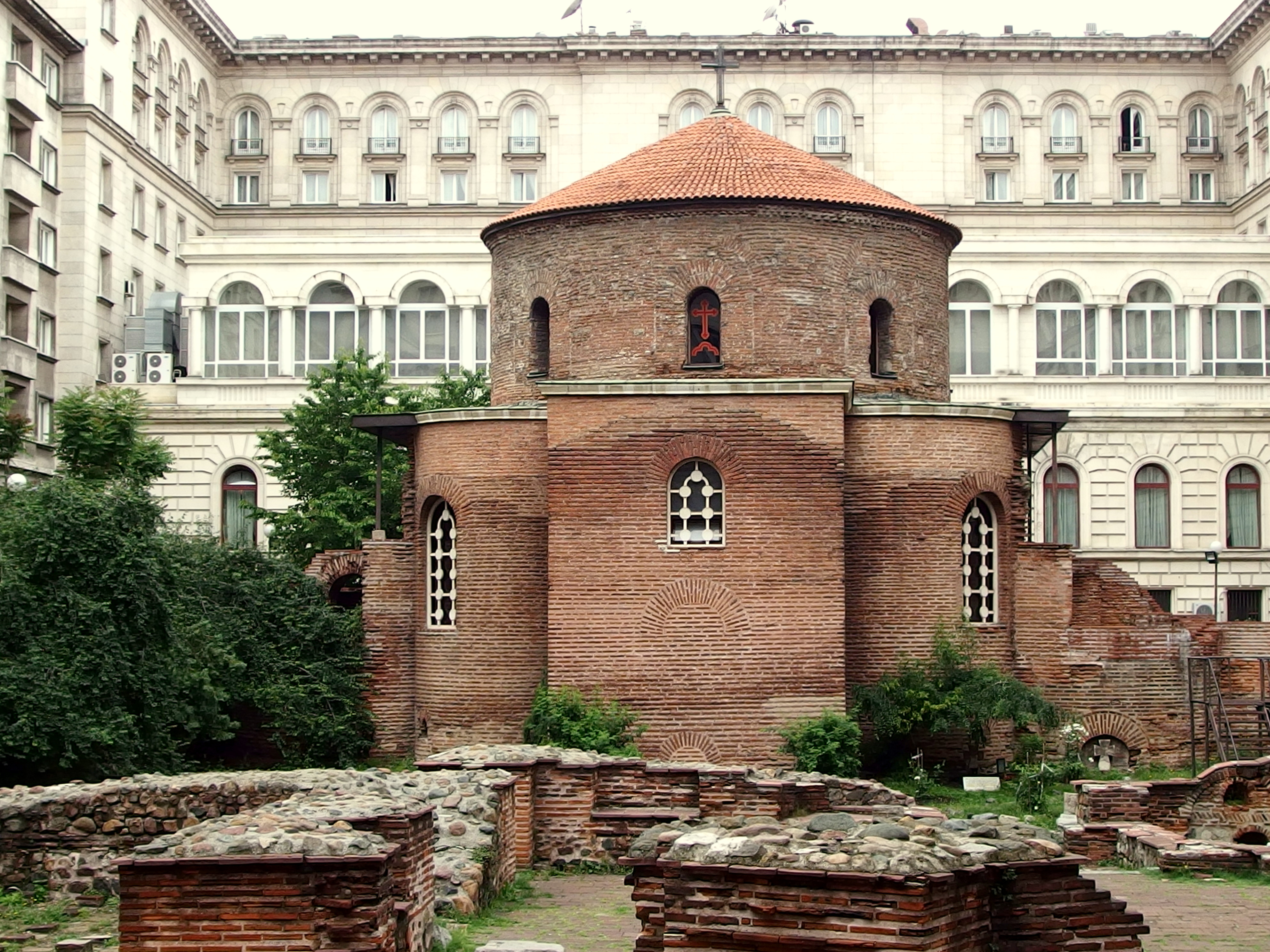
Église Saint-Georges, Sofia

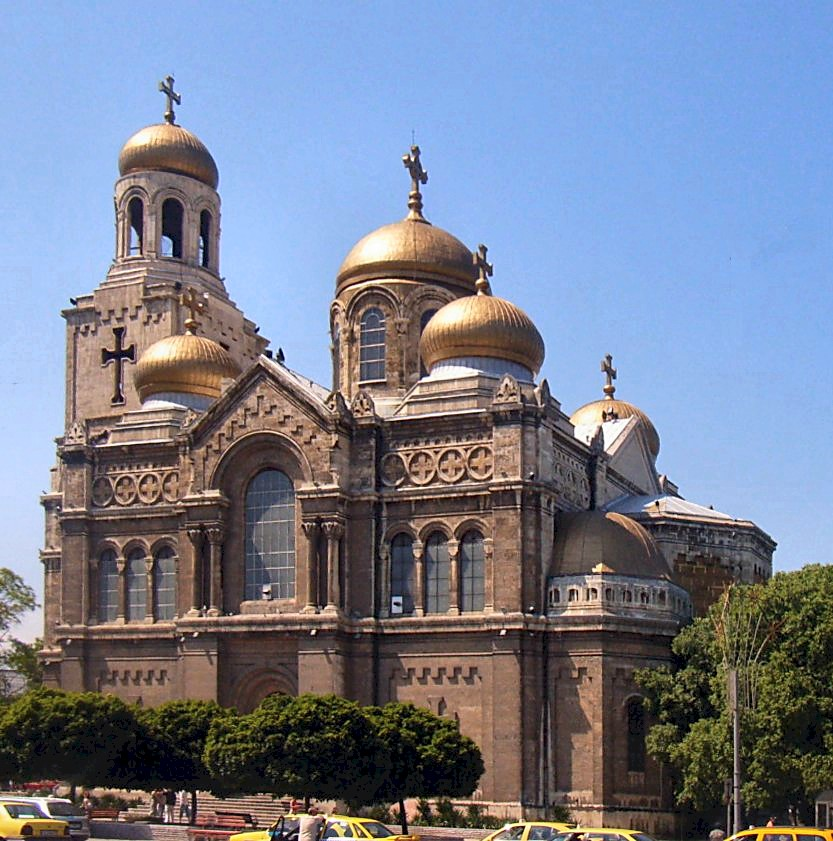
Cathédrale Theotokos de la Dormition, Varna

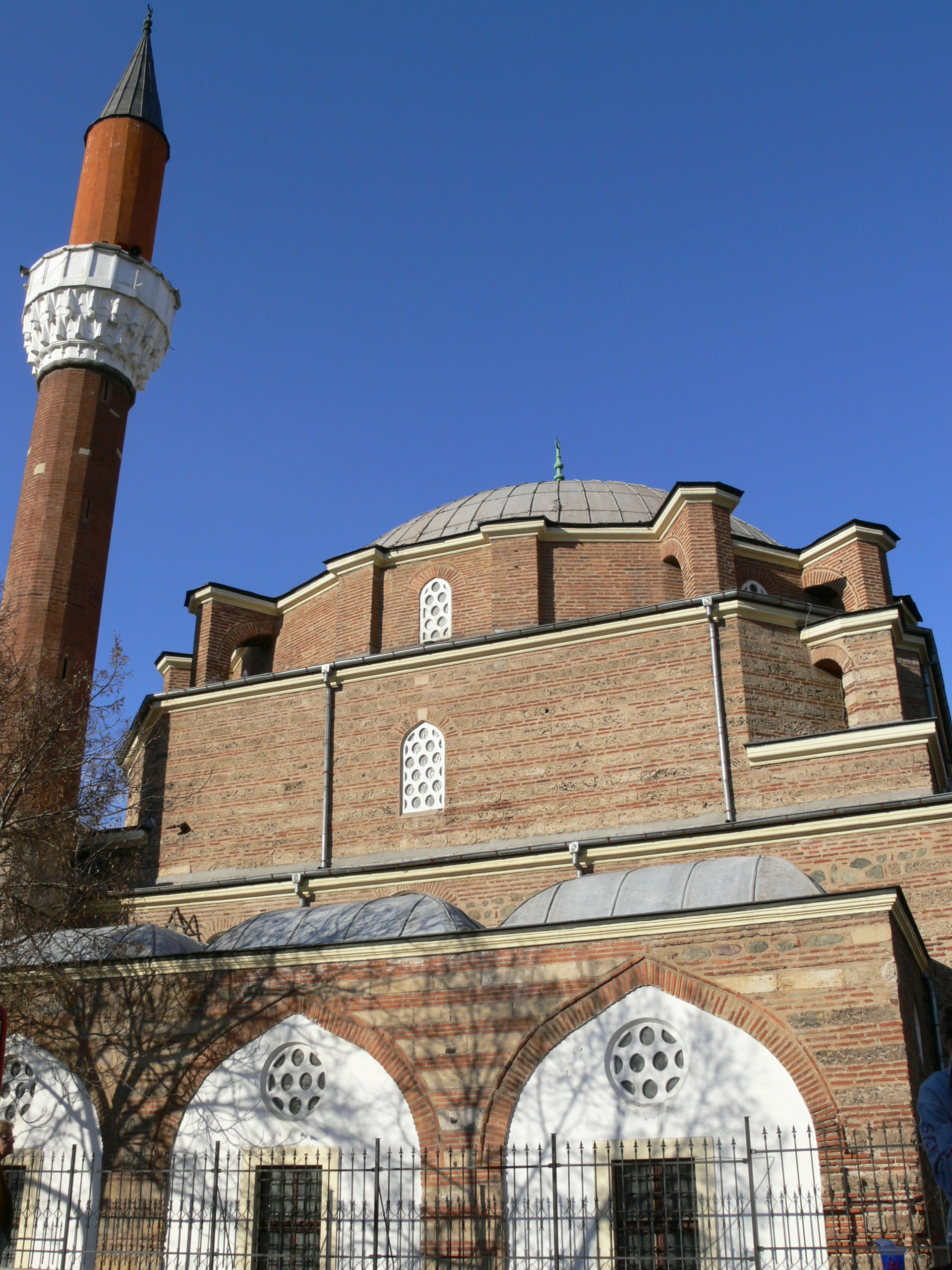
Mosquée Banya Bashi, Sofia

### Religion
- Religion en Bulgarie, Fait religieux en Bulgarie (rubriques)

#### Christianisme en Bulgarie
- Sofia Psalter (en) (1337), Gospels of Tsar Ivan Alexander (en) (1355-1356), Psautier de Tomić (1360c)
- Orthodoxie (55-60 %)
  - Patriarcat de Bulgarie ou Église orthodoxe de Bulgarie
  - Église orthodoxe vieille-calendariste de Bulgarie
  - Église orthodoxe bulgare (synode alternatif)
  - Église orthodoxe serbe, Mouvement des Bogomoltsy (1920-), Slava
- Église catholique en Bulgarie (0,7 %, 50 000)
  - Église grecque-catholique bulgare
- Protestantisme en Bulgarie (en) (1,1 %, 65 000)
  - Méthodisme, Église congrégationaliste, Pentecôtisme, Adventisme
  - Union des Églises congrégationnelles évangéliques en Bulgarie (en)
- Bogomilisme, mouvement chrétien hétérodoxe du Xe siècle
- Liste de monastères bulgares

#### Autres
- Islam en Bulgarie (10 %), Bulgarie ottomane
  - Sunnisme (9,5 %, 550 000)
    - Chiisme (0,5 %, 27 500)
    - Soufisme (0,1 % ?) : Alians, Bektachi, Demir Baba Teke (en), Osman Baba
    - Processus de régénération (1970-1980), Temps de violence (film, 1988), Bulgarisation
- Judaïsme (700), Liste des synagogues en Bulgarie, Liste de cimetières juifs en Bulgarie (de)
  - Liste der Gerechten unter den Völkern aus Bulgarien (de), Sauvetage des Juifs de Bulgarie, Organisation actuelle des Juifs en Bulgarie (de)
- Autres spiritualités
  - Bouddhisme en Bulgarie (en)
  - Hindouisme en Bulgarie (en) (ISKCON)
  - Fraternité blanche universelle (FBU), Paneurythmie
  - Rodnoverie, rodisme, néopaganisme slave (slavic native faith)
  - Liberté de religion en Bulgarie (en)
  - Irréligion en Bulgarie (en) (25-31 %)
  - Franc-maçonnerie en Bulgarie

### Symboles
- Armoiries de la Bulgarie (1991, modifiées en 1997)
- Drapeau de la Bulgarie (1879)
- Mila Rodino (Chère patrie), hymne national depuis 1964, Liste des hymnes nationaux
- Devise nationale : Съединението прави силата (L'unité fait la force)[4]
- Emblème végétal : Rose
- Emblème animal : Lion
- Saint patron (chrétien) par pays (en) : Cyrille et Méthode et Jean de Rila
- Père de la Nation : Koubrat
- Figure allégorique nationale : Baï Ganio, Mère Bulgaria et son lion
- Épopée nationale : Epic of the Forgotten (en) (Ivan Vazov, 1884)
- Poète national : Khristo Botev (1848-1876), Ivan Vazov (1850-1921)
- Costume national : chaque ville ou petite région en revendique un.
- Plat national : Banitsa, Bob chorba (en)
- Distinctions en Bulgarie, Distinctions en Bulgarie(rubriques)

### Mythologie

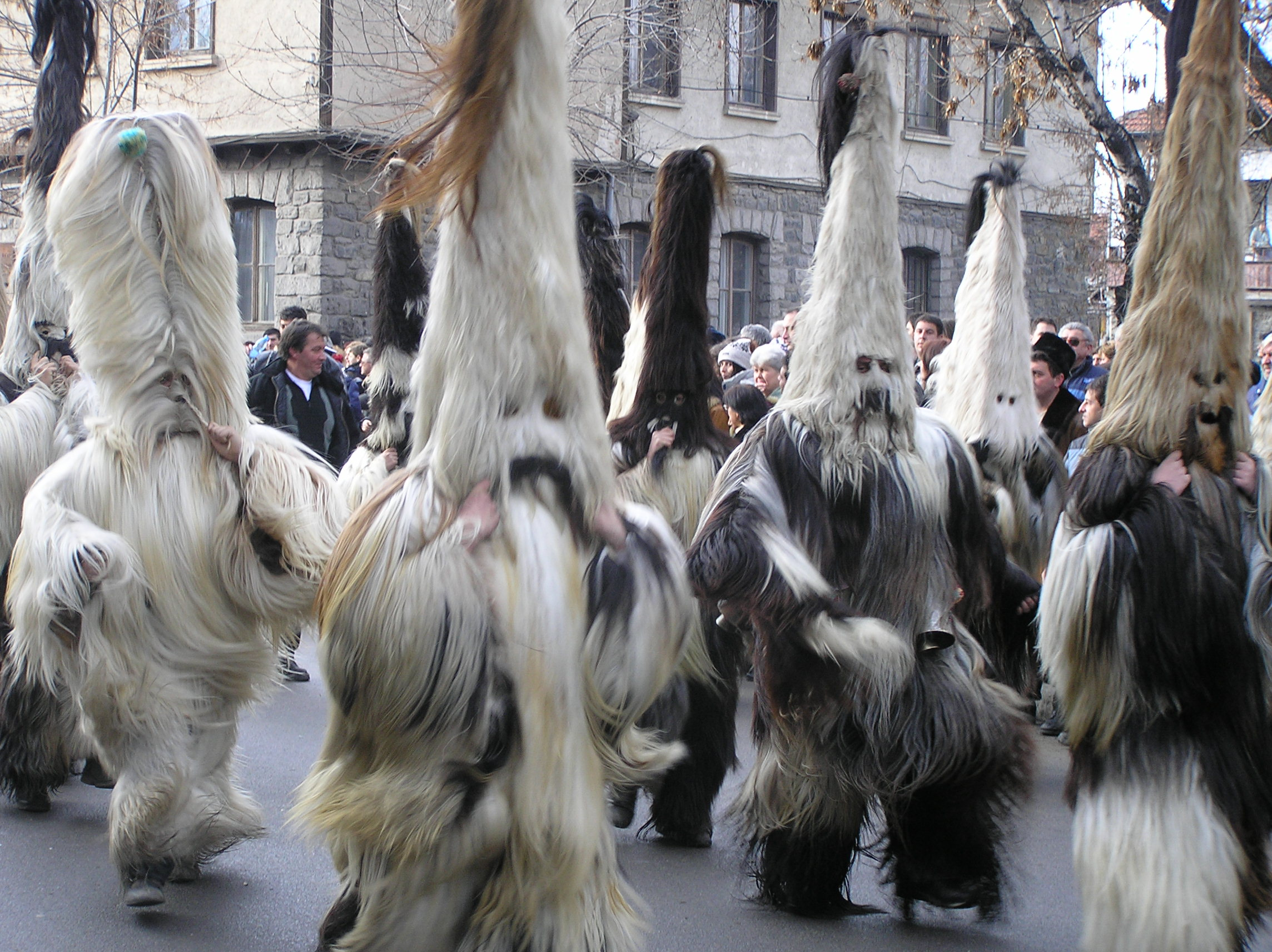
Défilé Kukeri à Razlog

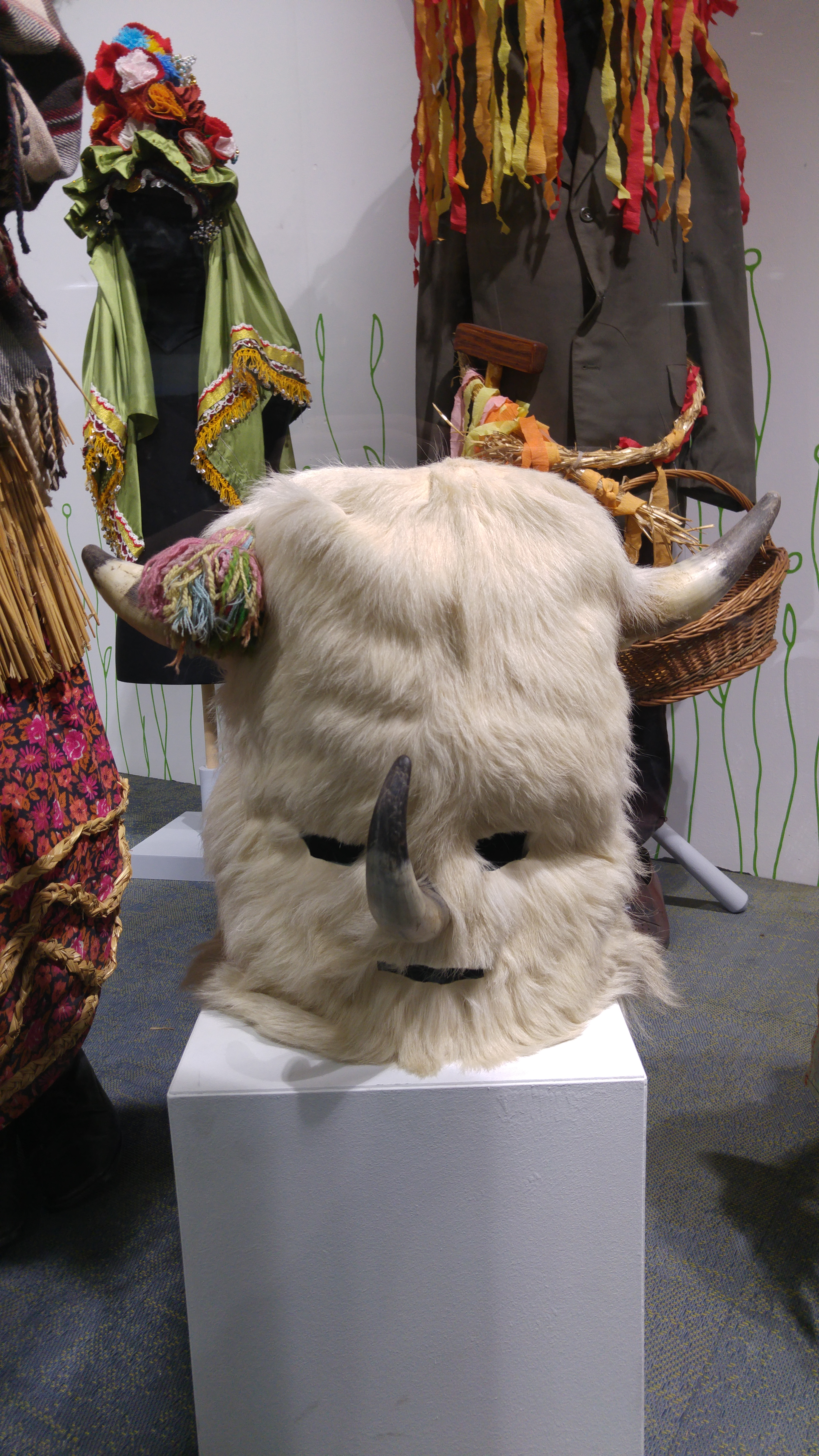
Masque Kukeri

- Mythologie slave, Mythologie slave (rubriques)[5]
  - Liste des divinités slaves : Rod, Péroun, Dajbog, Dodola, Baba, Bělbog, Zywienia, Flins...
  - Ispolin, Šemík, Vedmak, Matergabia, Baba Yaga, l'Arabe noir (en)...
  - Fleur de fougère, Raskovnik, Eau vive et eau morte
  - Livre de Vélès, Jav, Prav et Nav
- Mythologie dace
- Mythologie germanique
- Mythologie chrétienne
  - Vénération des icônes[6]
  - Slava

### Folklore

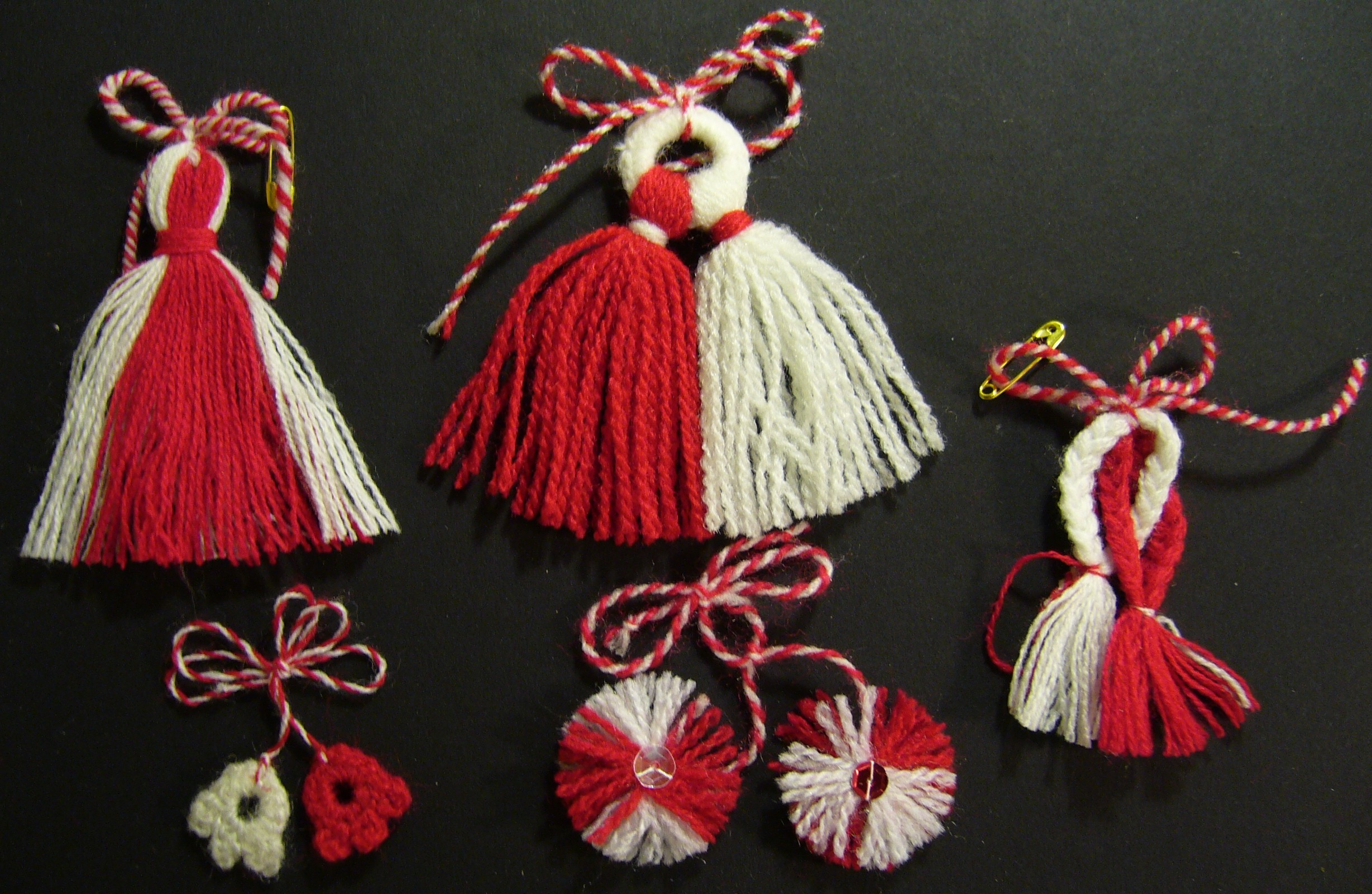
Martenitsa : célébration de l'arrivée du printemps

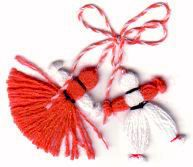
Penda et Pizho, les Martenitsi bulgares

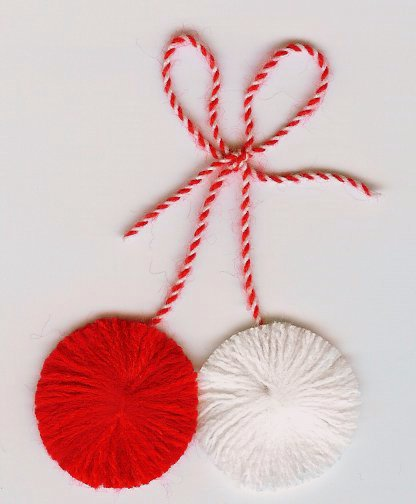
Pompons de la martenitsa bulgare

- Bulgarie, Traditions et Folklore
- Stefana Stoykova, Naissance et développement du folklore bulgare au xixe siècle
- Le folklore bulgare, sur bulgarie.fr
- Contes et légendes de Bulgarie[7],[8]
- Légendes concernant les fêtes de printemps et les martenitsi/mărțișoare

### Superstitions
- Superstitions bulgares[9]

### Fêtes
- Fêtes bulgares[10]
  - Martenitsa
  - Fête des Koukeri[11], Kukeri
  - Koledari (de), Koledari (en), Koliada (en), Kolyadka (en)
  - Fête du 1er mars en Europe du Sud-Est
  - July Morning, chanson (?)
  - Jour de l'Indépendance de Bulgarie (22 septembre 1908)

| Date                                          | Nom français                    | Nom local                | Remarques |
| --------------------------------------------- | ------------------------------- | ------------------------ | --- |
| 1er janvier                                   | Jour de l'An                    | Nova Godina              | On mange un feuilleté au fromage et l'on formule un vœu pour la nouvelle année : bonheur, santé, amour, argent, etc. |
| 6 janvier                                     | Épiphanie                       | Yordanovden              | Apparition du Christ ; on jette dans l'eau glacée des lacs et des rivières de chaque ville et village une croix orthodoxe en métal, et plusieurs jeunes hommes y plongent pour l'attraper.                                                            |
| 14 février                                    |                                 | Trifon Zarezan           | Fête de la vigne, des vignerons et du vin ; elle tient des fêtes anciennes célébrant le dieu thrace Dionysos. La fête est également célébrée le 14 février (le 14 février du calendrier grégorien correspondant au 1er février du calendrier julien). |
| 1er mars                                      |                                 | Baba Marta               | Martenitsa, tradition célébrant l'approche du Printemps. |
| 3 mars                                        | Fête nationale de la Libération | Natsionalen Praznik      | Traité de San Stefano, 1878, marquant la fin de la Guerre russo-turque et la libération de la Bulgarie. |
| 25 mars                                       | Annonciation                    | Blagovechtenie           | |
| samedi de la première semaine du Grand Carême | Fête du cheval                  | Todorovden               | |
| une semaine avant Pâques                      | Rameaux                         | Lazarovden               | Le samedi avant la Semaine sainte. |
|                                               | Fête des fleurs                 | Tsvetnitsa               | Le dimanche avant la Semaine sainte ; on décore les portes d'entrée de rameaux de saule pleureur. |
|                                               | Pâques orthodoxe                | Velikden                 | On peint des œufs durs et l'on se chamaille en tâchant de conserver son œuf entier. |
| 6 mai                                         | Saint Georges                   | Gergiovden               | Fête nationale, mais aussi fête de l'armée bulgare, fête des bergers, et des Georges bien sûr. |
| 24 mai                                        | Cyrille et Méthode              | Sveti Kiril i Metodi     | Journée de l'écriture cyrillique, de l'éducation et de la culture bulgare. |
| 6 septembre                                   | Union de la Bulgarie            | Saedinenieto na Balgaria | |
| 24 décembre                                   | Réveillon de Noël               | Badni Vetcher            | On est en famille et l'on mange un repas sans viande et sans aucun aliment d'origine animale ; il y a obligatoirement un nombre impair de plats : 7, 9 ou 11.                                                                                         |
| 25 décembre                                   | Noël                            | Koleda                   | |

## Société
- International rankings of Bulgaria (en)
- List of Bulgarians (en)

### Groupes humains / Vie sociale
- Tchitalichté

### Genre
- Prostitution en Bulgarie
- Droits LGBT en Bulgarie

### Famille

#### Noms
- Nom personnel, Nom de famille, Prénom, Postnom, Changement de nom
- Catégorie:Patronyme bulgare[12]
- Prénoms bulagres sur Wictionnary[13]
- Prénoms bulgares, Liste de prénoms bulgares
- Name days in Bulgaria (en)

#### Mariage
- Catégorie:LGBT en Bulgarie

### Éducation
- Education in Bulgaria (en), Éducation en Bulgarie (rubriques)
- Universités en Bulgarie, List of universities and colleges in Bulgaria (en), List of schools in Bulgaria (en)
- Institut français de Bulgarie
- Lycée français de Sofia Alphonse de Lamartine
- Candidat ès sciences
- Netzwerk der Balkan-Universitäten (de)
- Netzwerk der Schwarzmeer-Universitäten (de)
- List of Bulgarian inventors and discoverers (en)
- Science en Bulgarie (rubriques)

### Droit
- Droit bulgare, Droit en Bulgarie
- Droits de l'homme en Bulgarie
  - Peine de mort en Bulgarie (en) (abolie en 1998)
- Criminalité en Bulgarie (en)
  - Corruption in Bulgaria (en)
  - Crime in Varna (en)
  - Human trafficking in Bulgaria (en)
    - Face to Face Bulgaria (en)

  - Mafia bulgare, VIS (organisation criminelle), Kintex, Multigroup (en), Naglite (en), (Macedonian mafia (en))
- (en) Sur le site dAmnesty International

### État
- Histoire de la Bulgarie, Politique en Bulgarie
- List of massacres in Bulgaria (en) (1876-1878)
- Liste des guerres de la Bulgarie
- Arrangement de Wassenaar
- Camp de concentration de Béléné (1946-1991)
- Forced labour camps in Communist Bulgaria (en)
- Bulgarisation, Processus de régénération (1970-1980)

## Arts de la table

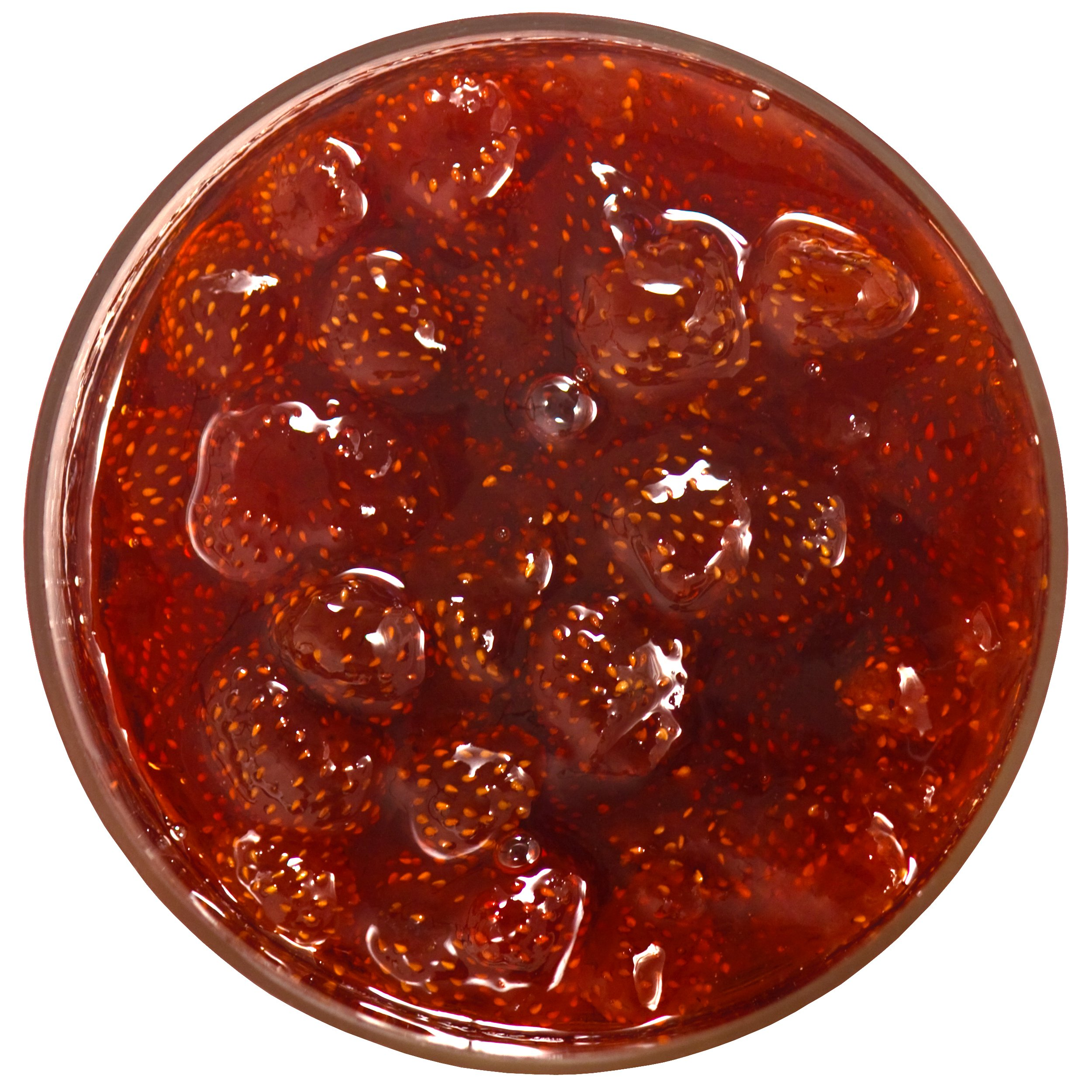
Slatko

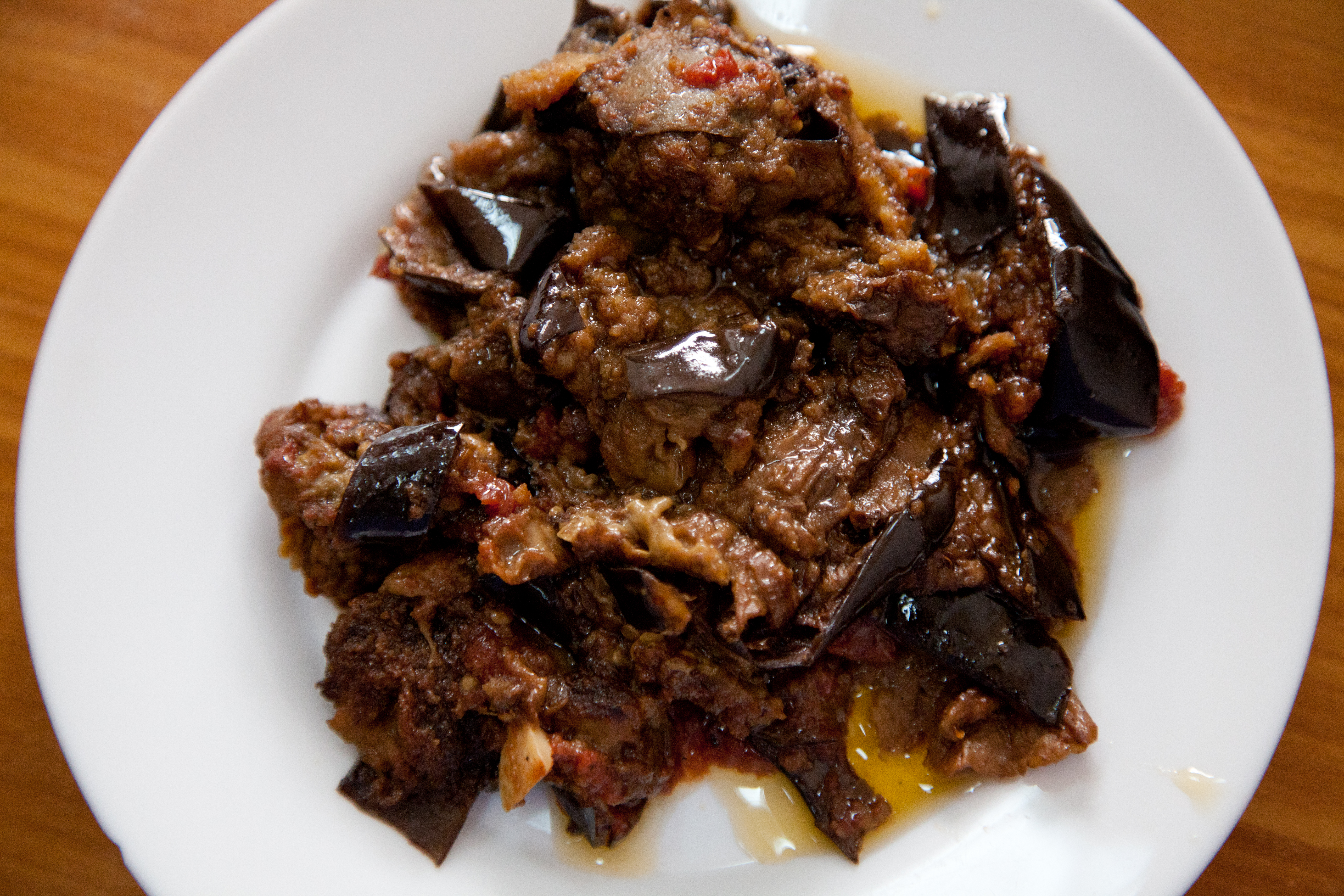
Plat d'aubergines, Sofia

### Cuisine
- Cuisine bulgare, Gastronomie bulgare
- Cuisine macédonienne, Eastern European cuisine (en),
- Khach
- Slatko (en)

### Boisson
- Traditional_Bulgarian_drinks (en)
- Ayran, Babeurre, Qatiq (en) (entre yaourt et ayran), Boza
- Café, thé, infusions
- Sodas
- Bières
- Vins, Viticulture en Bulgarie
- Alcools (forts)

## Santé
- Health in Bulgaria (en)
- Abortion in Bulgaria (en)
- La Dernière Ambulance de Sofia (2012)
- Cannabis en Bulgarie

### Sports
- Sport en Bulgarie, Sport en Bulgarie (rubriques)
- Sportifs bulgares, List of Bulgarian sportspeople (en)
- Bulgarie aux Jeux olympiques
- Bulgarie aux Jeux paralympiques

### Arts martiaux
- Liste des arts martiaux et sports de combat
- Kempo[14],[15]

## Média
- Media of Bulgaria (en)
- Telecommunications in Bulgaria (en)
- Journalistes bulgares, List of Bulgarian journalists (en)
- Bulgarian News Agency (en)
- Liberté d'information[16]

### Presse écrite
- List of newspapers in Bulgaria (en)
- List of magazines in Bulgaria (en)
- Trud
- Revue de presse[17]

### Radio
- Liste des stations de radio en Bulgarie
- Radio nationale bulgare, Radio Bulgarie (internationale)

### Télévision
- Liste des chaînes de télévision en Bulgarie
- Télévision nationale bulgare

### Internet (.bg)
- Internet in Bulgaria (en)
- Presse bulgare en ligne[18]
- Press Reader[19] (Bulac/Inalco)
- Sites sur la Bulgarie[20]
- Blogosphère bulgare[21],[22]

## Littérature
- Littérature bulgare, Littérature bulgare (rubriques)
- Écrivains bulgares
- Œuvres littéraires bulgares
- Prix littéraires en Bulgarie
- Théâtre bulgare (rubriques)
- Philosophes bulgares
- Sélection d'œuvres bulgares traduites en anglais[23]

### Écrivains
- Elin Pelin (1877-1949), écrivain-conteur
- Boyan Papazov (né en 1943), scénariste et dramaturge
- Yordan Raditchkov (1929 - 2004), romancier et dramaturge
- Stanislav Stratiev (1941 - 2000), dramaturge
- Guéorgui Gospodinov (1968-), romancier : Un roman naturel (1999), Physique de la mélancolie (2011)

### Littérature ancienne
- Anonymous Bulgarian Chronicle (en)
- Medieval Bulgarian royal charters (en)
- École littéraire de Preslav

## Artisanats
- Arts appliqués, Arts décoratifs, Arts mineurs, Artisanat d'art, Artisan(s), Trésor humain vivant, Maître d'art
- Artisanats par pays
- Artisanat bulgare[24],[25],[26],[27]
- Festivals d'artisanat[28]

Les savoir-faire liés à l’artisanat traditionnel relèvent (pour partie) du patrimoine culturel immatériel de l'humanité. On parle désormais de trésor humain vivant.
Mais une grande partie des techniques artisanales ont régressé, ou disparu, dès le début de la colonisation, et plus encore avec la globalisation, sans qu'elles aient été suffisamment recensées et documentées.

### Textiles, cuir, papier
- Designers de mode bulgares

### Poterie, céramique, faïence
- Poterie bulgare[29],[30]
- Céramique[31],[32],[33]

### Joaillerie, bijouterie, orfèvrerie
- Joaillerie[34]

### Autres
- Designers bulgares

## Arts visuels
- Arts visuels, Arts plastiques, Art brut, Art urbain
- Art par pays, Artistes par nationalité
- National Culture Fund of Bulgaria (en)
- Artistes bulgares, List of Bulgarian artists (en)
- Artistes contemporains bulgares
- Musées en Bulgarie
  - Galerie nationale des beaux-arts (Sofia), galeries d'art[35]
- Institut français de Bulgarie[36]
- Centre culturel bulgare[37]

### Dessin
- Auteurs bulgares de bande dessinée
- Illustrateurs bulgares

### Peinture
- Peintres bulgares (11 au 23/03/2017)
- List of Bulgarian painters (en) (57 au 23/03/2017)
- Erma River near Tran (en) (1910c)

#### Peinture ancienne
- Tombe thrace de Kazanlak
- Art de l'icône[38],[39]
- Art School of Tarnovo (en), Painting of the Tarnovo Artistic School (en)

### Sculpture
- Sculpture bulgare[40],[41],[42]
- Sculpteurs bulgares, Andrey Lekarski, Peter Petrov, Krum Damianov[43], Atanas Katchamakoff[44], Johannes Artinyan

### Architecture
- Architecture en Bulgarie, Architectes bulgares (4)
- List of Bulgarian architects (en)
- Archéologie en Bulgarie
- Immeubles intéressants :
  - Liste de châteaux, châteaux-forts et fortifications en Bulgarie (de)
  - Liste de monastères bulgares
    - Monastère de Rila, Monastère de Batchkovo, Monastère d'Arapovo, Monastère de Dryanovo, Monastère de Troyan
    - Monastère de Rojen, Monastère de Sokolski (en)
    - Petristsoni

  - Liste d'églises en Bulgarie (de), Églises orthodoxes bulgares médiévales (en)
    - Église de Boyana, Église russe de Sofia, Église Sveta Petka Samardjiiska, Cathédrale Saint-Alexandre-Nevski (Sofia), Cathédrale de la Dormition de Sofia, Cathédrale Sainte-Nédélia de Sofia
    - Église Notre-Dame-de-l'Assomption de Targovichté
    - Églises rupestres d'Ivanovo

### Photographie
- Photographes bulgares
- Le mois de la photographie Sofia 2010[45],[46]

### Graphisme
- Graphisme bulgare socialiste kitsch[47]

## Arts de la scène
- Spectacle vivant, Performance, Art sonore

### Musique et chant

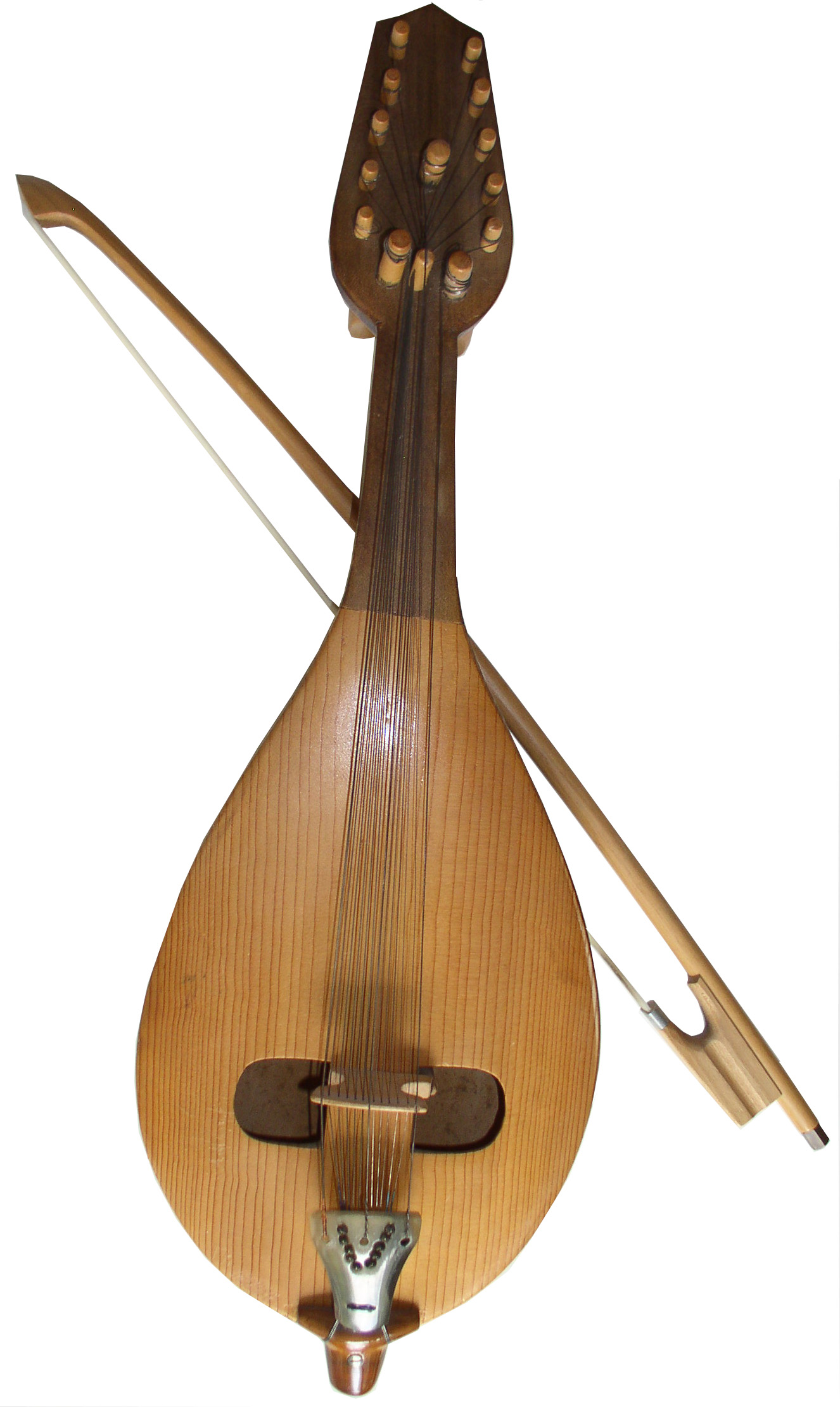
Gadoulka

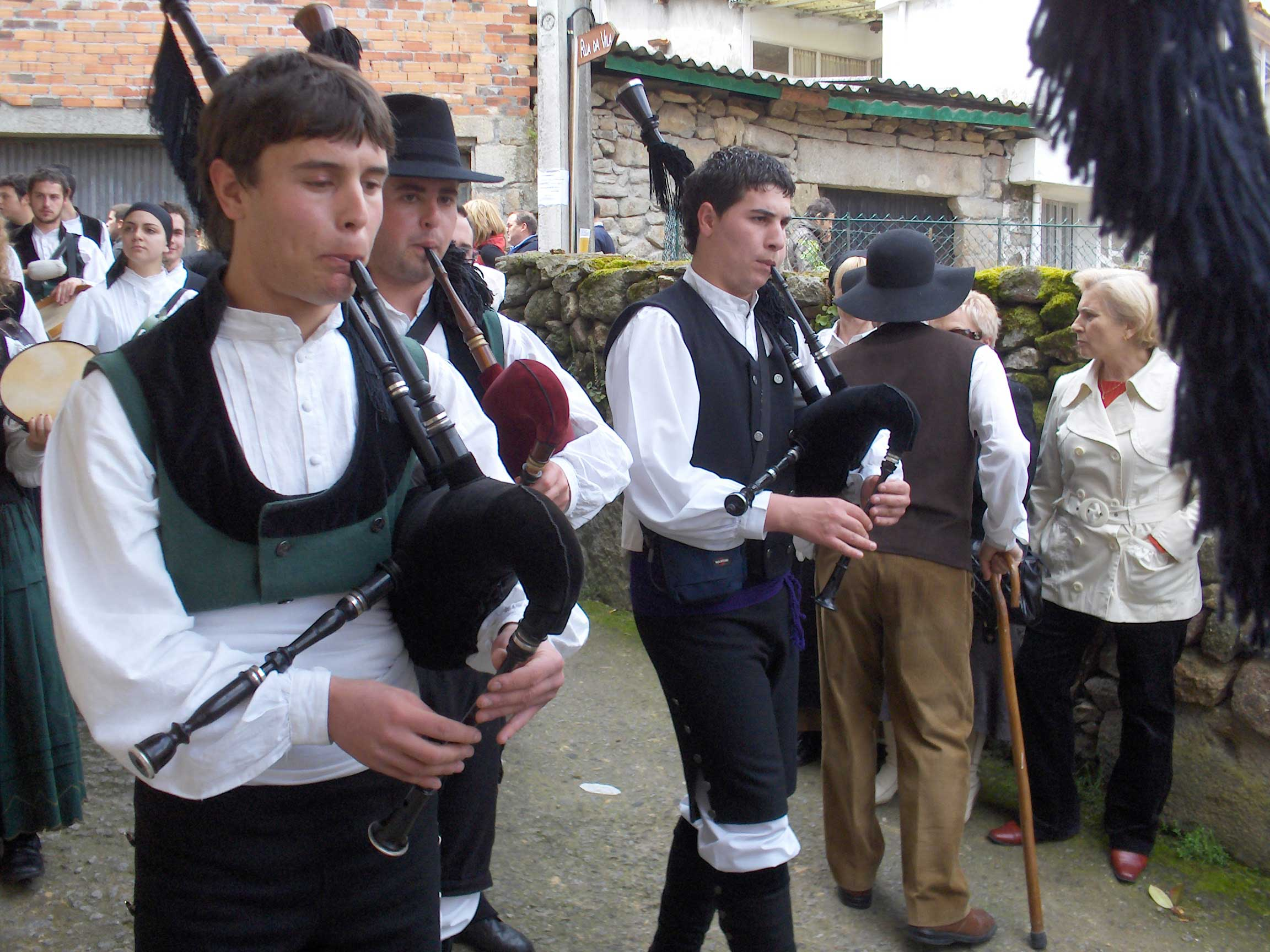
Joueurs de gaïta en 2008 en Galice

- Musique bulgare, Musique bulgare (rubriques)[48]
- Musiciens bulgares, List of Bulgarian musicians and singers (en)
- Instruments de la musique bulgare
- Music of Thrace (en)
- Bulgarian folk music (en)
- State Ensemble for Folk Song and Dance, Filip Kutev (en)
- Académie nationale de musique de Sofia
  - Théâtre national d'opéra et de ballet de Sofia, Varna Opera Theatre (en), State Opera Stara Zagora (en), Rousse State Opera (en)
- Tchalga
- Hip-hop bulgare
- Jazz in Bulgaria (en)
- International Chamber Music Festival (Plovdiv) (en)

#### Chant
- Psautiers : Gospels of Tsar Ivan Alexander (en) (1356), Sofia Psalter (en) (1337), Psautier de Tomić (1380 ?, Daskal Philip Psalter (en) (1692)
- Le Mystère des voix bulgares[49] du Bulgarian State Television Female Vocal Choir
- Trio Bulgarka ou Three Golden Coins
- Chanteuses bulgares (26 au 23/03/2017)
- Chanteurs bulgares (10 au 23/03/2017)
- Les Babi de Bistritsa (en) (Bistritsa Babi) : polyphonie vocale multi-générationnelle, danses et pratiques rituelles archaïques de la région de Shoplouk[50]

### Danse
- Danse en Bulgarie (rubriques)
- Danse bulgare
  - Čoček, Hora, Horo, Lesnoto, Pajduška, Račenica, Teškoto
  - Festival Black Box
- Danses pomak
- Musique bulgare, Arabesque (Tanzkompanie) (de)
- Danseurs bulgares (1), Danseuses bulgares (2)
- Danse contemporaine[51]

### Théâtre
- Improvisation théâtrale, Jeu narratif
- The Rhodopi International Theater Collective (en)
- Théâtre dramatique Ivan-Radoev (en), théâtre dramatique Stoyan-Batchvarov (en), théâtre national Ivan-Vazov

### Cinéma
- Cinéma bulgare, Cinéma bulgare (rubriques)
- Réalisateurs bulgares, Réalisatrices bulgares
- Scénaristes bulgares
- Acteurs bulgares, Actrices bulgares, List of Bulgarian actors and actresses (en)
- Krastyo Sarafov National Academy for Theatre and Film Arts (en)
- Bulgarian National Film Archive (en)
- Festivals de cinéma en Bulgarie
  - Festival international du film de Sofia
  - Golden Rose Bulgarian Feature Film Festival (en)
  - In the Palace Festival international du court métrage

#### Filmographie
- Films bulgares
- Listes de films bulgares (en) (164 au 23/03/2017)

- L'Été des Tziganes : récits de survie, film de Milan Ognianov, Centre national de la cinématographie, Paris, 2009, 50 min (DVD)
- Kostadin et sa kaval, film de Barthélemy Fougea et Loïc Berthézène, Terranoa, ADAV, Paris, 2011, 26 min (DVD)

### Autres scènes: marionnettes, mime, pantomime, prestidigitation
Les arts de la rue, arts forains, cirque, théâtre de rue, spectacles de rue, arts pluridisciplinaires, performances manquent encore de documentation pour le pays …
Dans le domaine de la marionnette, on relève Arts de  marionnette en Bulgarie sur le site de l'Union internationale de la marionnette (UNIMA).
- Marionnettes bulgares[52],[53]
- Festivals de marionnettes à Sofia[54],[55], et à Yambol[56]

- Marionnettistes bulgares : plus de quarante répertoriés (en version bulgare de WP), dont Venko Kiossev

### Autres
- Cultures urbaines, Street art
- Art vidéo, Art numérique
- Jeu vidéo, Industrie vidéoludique
- Jeux vidéo développés en Bulgarie
  - Boryana Rossa

## Tourisme
- Tourisme en Bulgarie, Tourisme en Bulgarie (rubriques)
- Sur WikiVoyage
- Conseils aux voyageurs pour la Bulgarie :
  - France Diplomatie.gouv.fr
  - Canada international.gc.ca
  - CG Suisse eda.admin.ch
  - USA US travel.state.gov
- Liste des sites du patrimoine mondial en Bulgarie
- Liste des centres d'intérêt touristique en Bulgarie (en)
- Les 100 sites touristiques de Bulgarie (en), dont :
  - Vikhren, montagne de la chaîne Pirin
  - Monastère de Rojen, dans Pirin
  - Musée archéologique de Nessebar, à Nessebar
  - Musée des mosaïques de Devnya, à Devnya
  - Réserve archéologique de la forteresse Tsarevets, à Veliko Tarnovo
  - Grotte de Magoura, à proximité de Bélogradtchik
  - Pierres de Belogradtchik, à proximité de Bélogradtchik
  - Radetzky, bateau-musée à Budapest
  - Etara, à Gabrovo
  - Monastère de Dryanovo et la grotte de Bacho Kiro à Dryanovo
  - Perperikon, à proximité de Kardjali
  - Monastère de Rila, dans les monts Rila
  - Monastère de Troyan, dans le Grand Balkan
  - Panorama de Pleven, à Pleven
  - Monastère de Batchkovo, à proximité de Plovdiv
  - Réserve naturelle de Srébarna, à proximité de Silistra
  - Musée national d'histoire, à Sofia
  - Musée national de l'Église de Boyana, à Sofia
  - Cathédrale Saint-Alexandre-Nevski de Sofia, à Sofia
  - Musée national d'histoire militaire, à Sofia
  - Palais national de la culture, à Sofia
  - Galerie nationale des beaux-arts, à Sofia
  - Villa Armira, à proximité de Ivaïlovgrad
  - Moussala, montagne dans les monts Rila
  - Gorges de Trigrad, dans les Rhodopes
  - Tombe thrace de Kazanlak, à proximité de Kazanlak
  - Temple-mémorial de Chipka et Mémorial de Chipka, à proximité de Chipka
  - Monument aux 1300 ans de la Bulgarie, à proximité de Choumen
  - Mosquée Tombul, à Choumen
  - Grande Basilique de Pliska, à Pliska
  - Cavalier de Madara, à proximité de Madara

## Patrimoine

### Musées et autres institutions
- Liste de musées en Bulgarie
- National Gallery for Foreign Art (en)
- Night of museums and galleries (Plovdiv) (en)

### Liste du Patrimoine mondial
Le programme Patrimoine mondial (UNESCO, 1971) a inscrit dans sa liste du Patrimoine mondial (au 12/01/2016) : Liste du patrimoine mondial en Bulgarie

### Liste représentative du patrimoine culturel immatériel de l’humanité
Le programme Patrimoine culturel immatériel (UNESCO, 2003) a inscrit dans sa liste représentative du patrimoine culturel immatériel de l’humanité :
- Le surova, festival populaire, parade masquée du nouvel an, dans la région de Pernik[57].
- La tradition de la fabrication des kilims de Chiprovtsi (en) (Chiprovtsi carpet)[58].
- Le Nestinarstvo (en), rituel du feu pour messages du passé : le panagyr des saints Constantin et Hélène dans le village de Bulgari, région de Strandja[59].
- Les Babi de Bistritsa (en) (Bistritsa Babi) : polyphonie vocale multi-générationnelle, danses et pratiques rituelles archaïques de la région de Shoplouk[50].
- 2017 : Les pratiques culturelles associées au 1er Mars[60], (Bulgarie, ex-République yougoslave de Macédoine,République de Moldova et Roumanie)

### Registre international Mémoire du monde
Le programme Mémoire du monde (UNESCO, 1992) a inscrit dans son registre international Mémoire du monde (au 10/01/2016) :
- 2011 : Enina Apostolos (en), vieux manuscrit cyrillien bulgare (fragment) du XIe siècle[61].

## Galerie

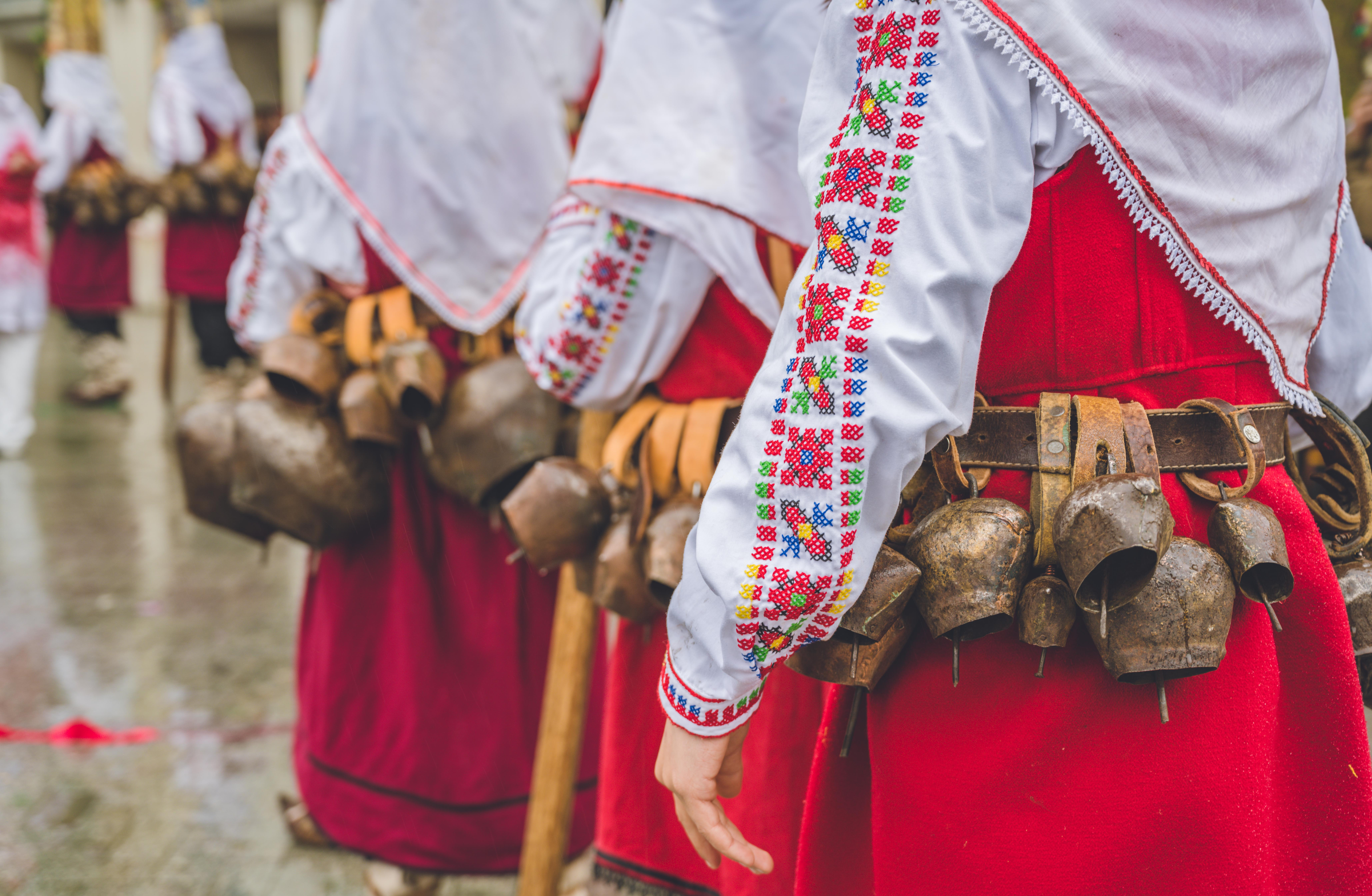
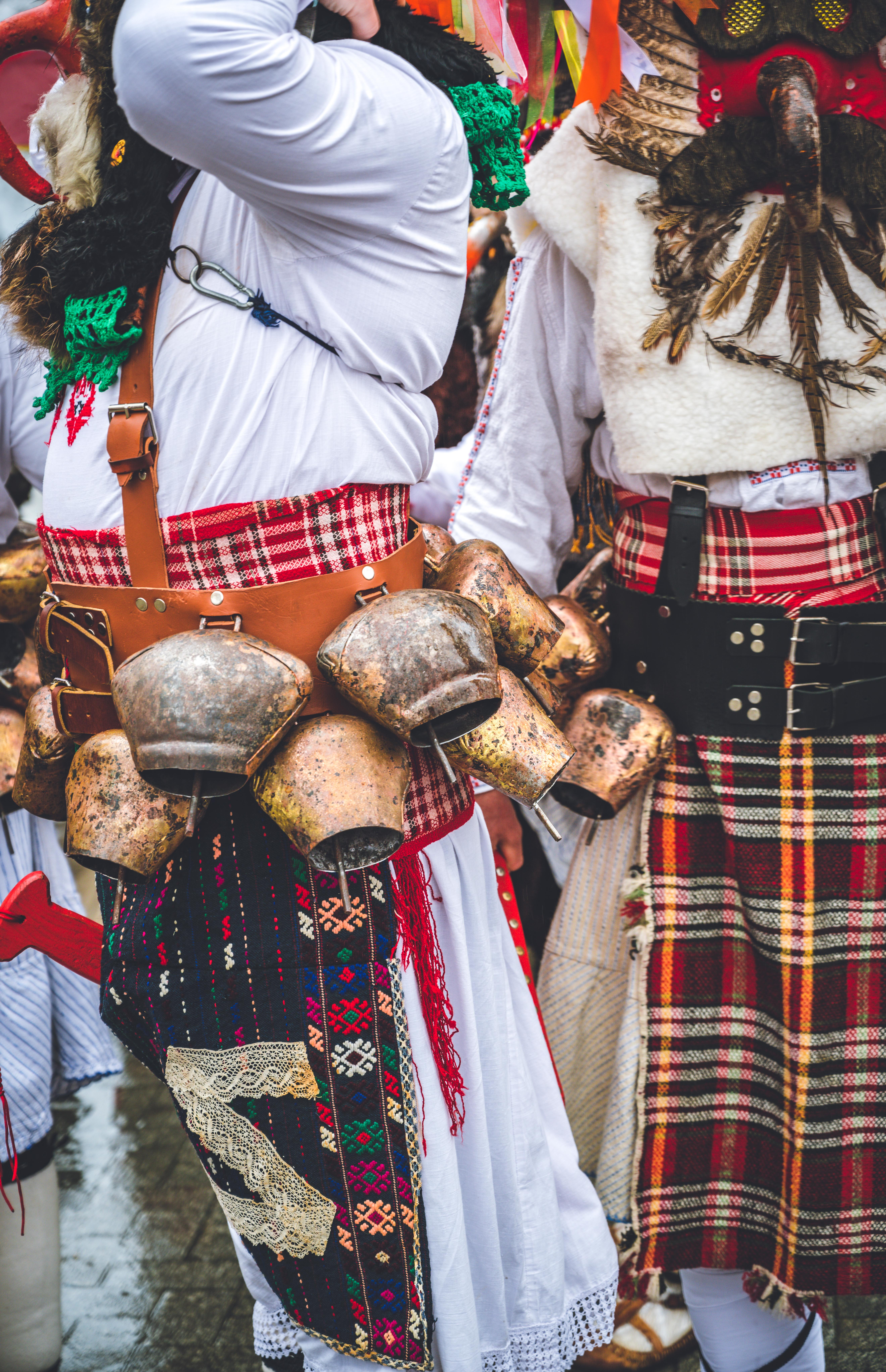
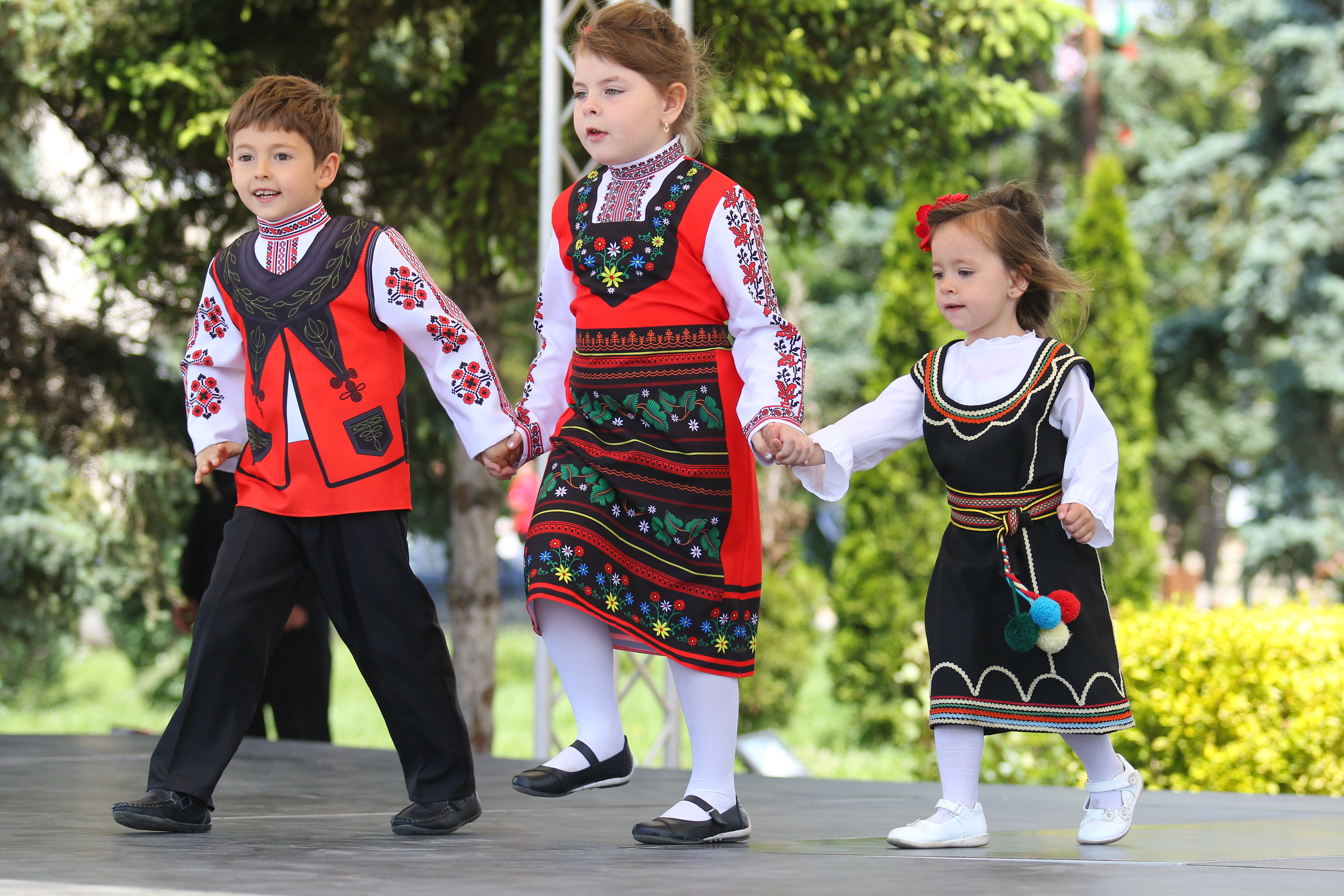
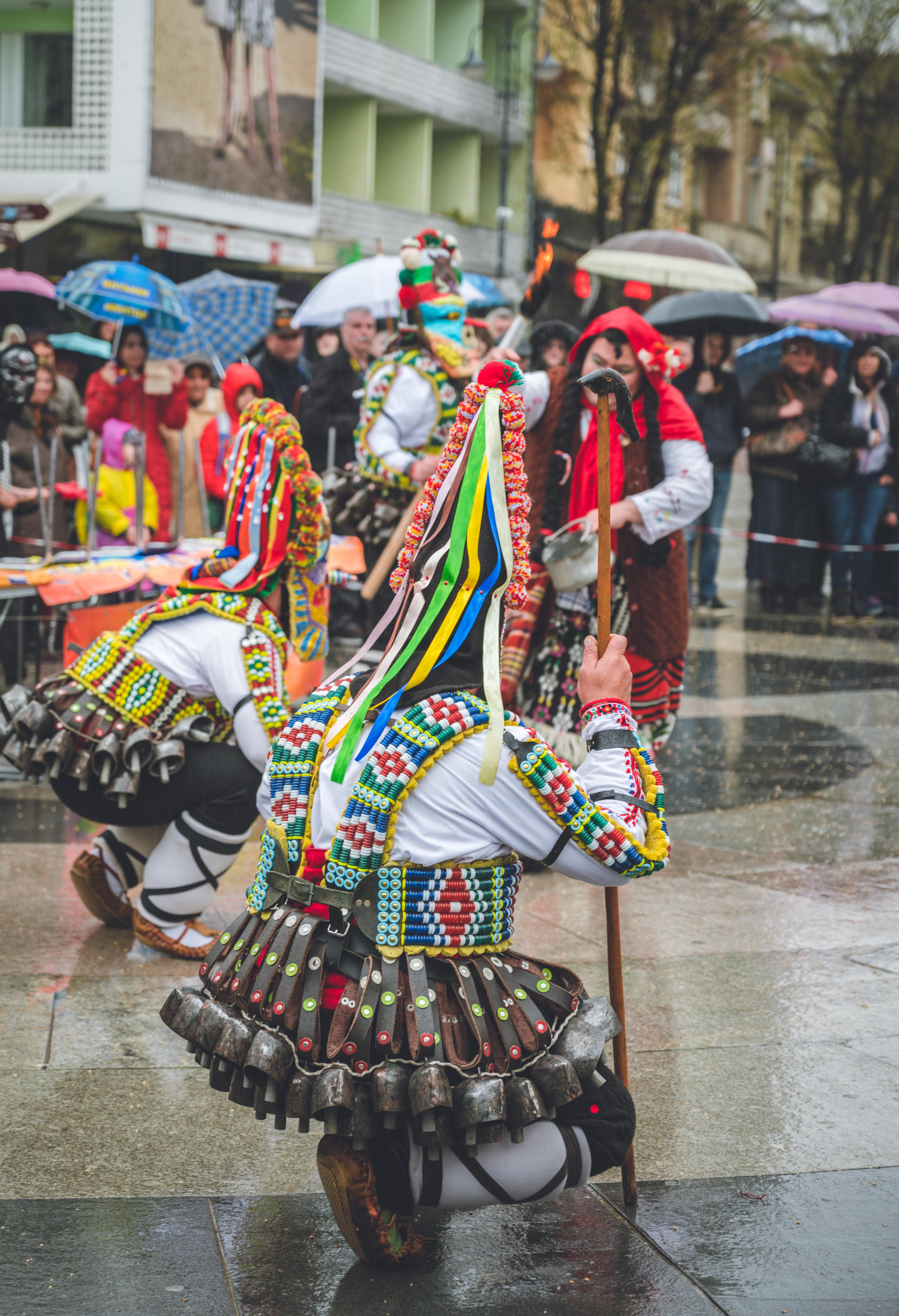
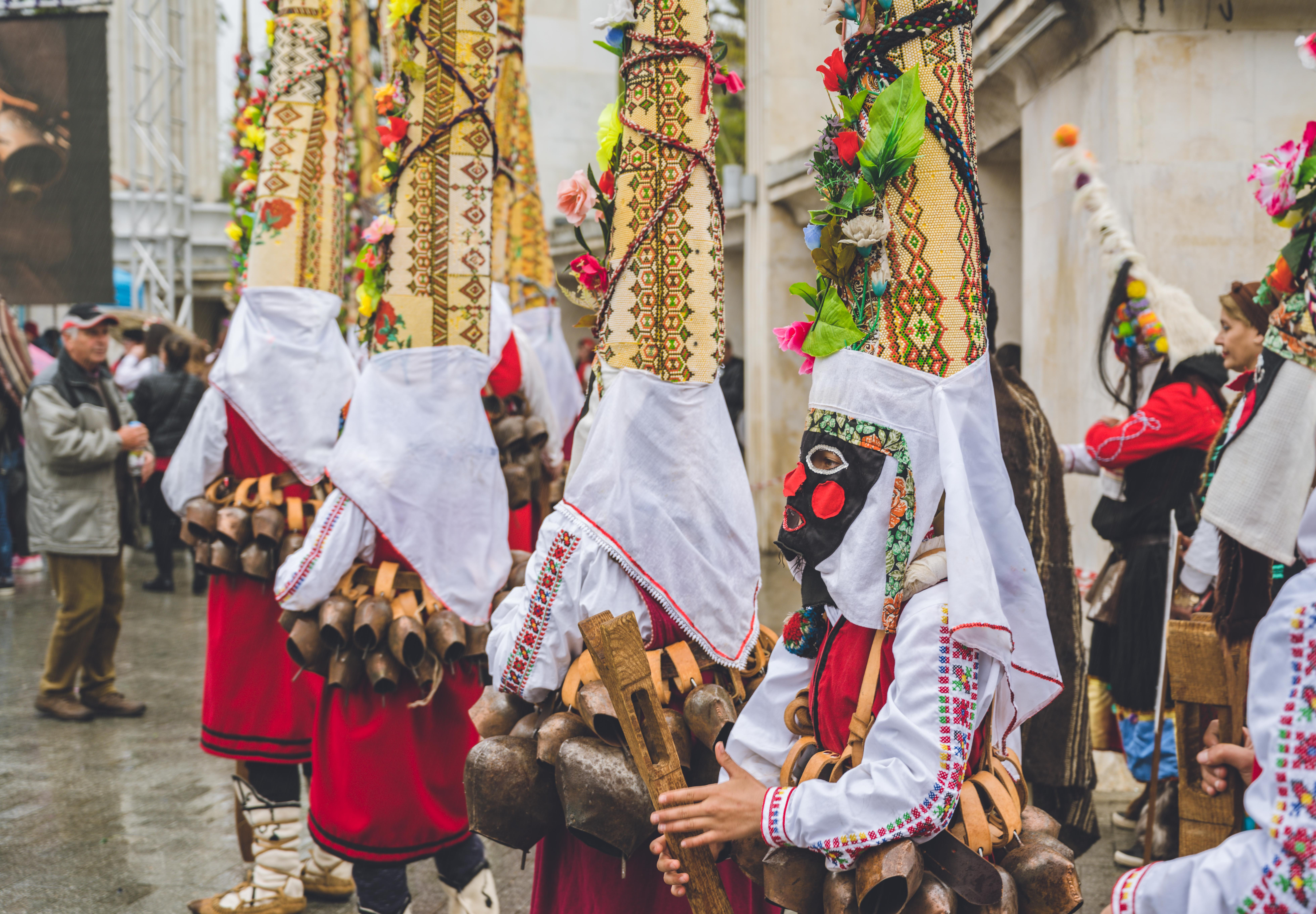
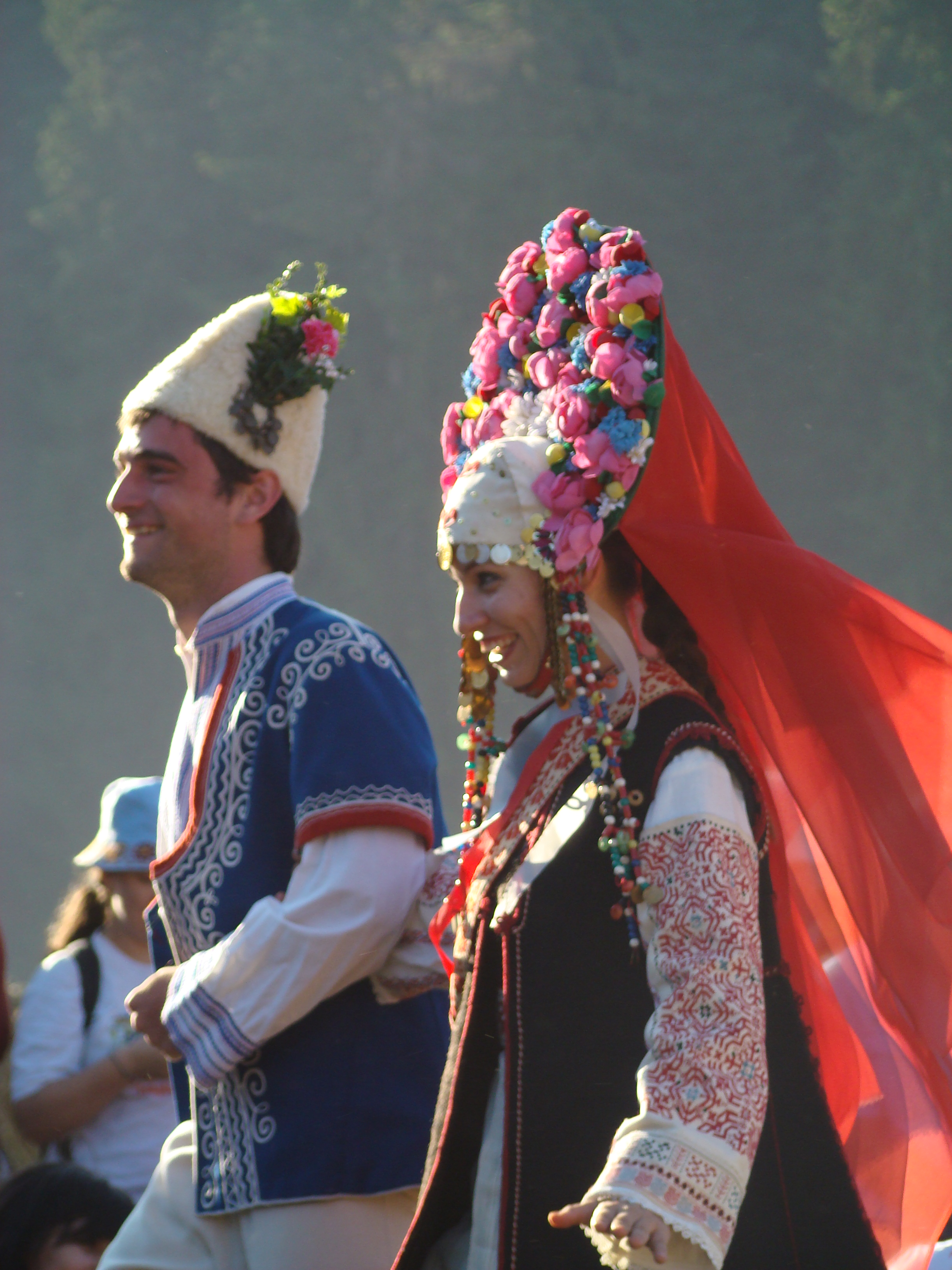
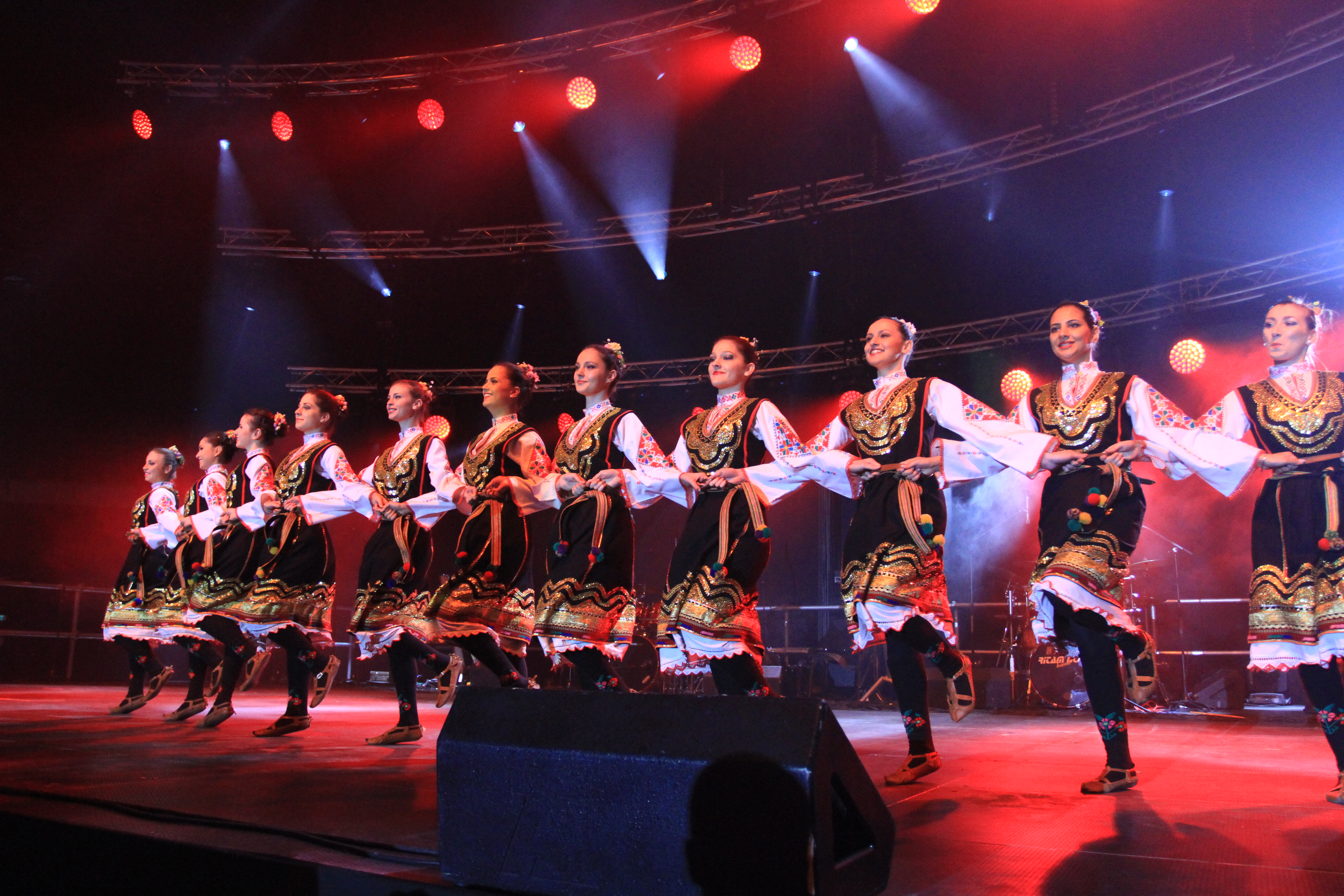
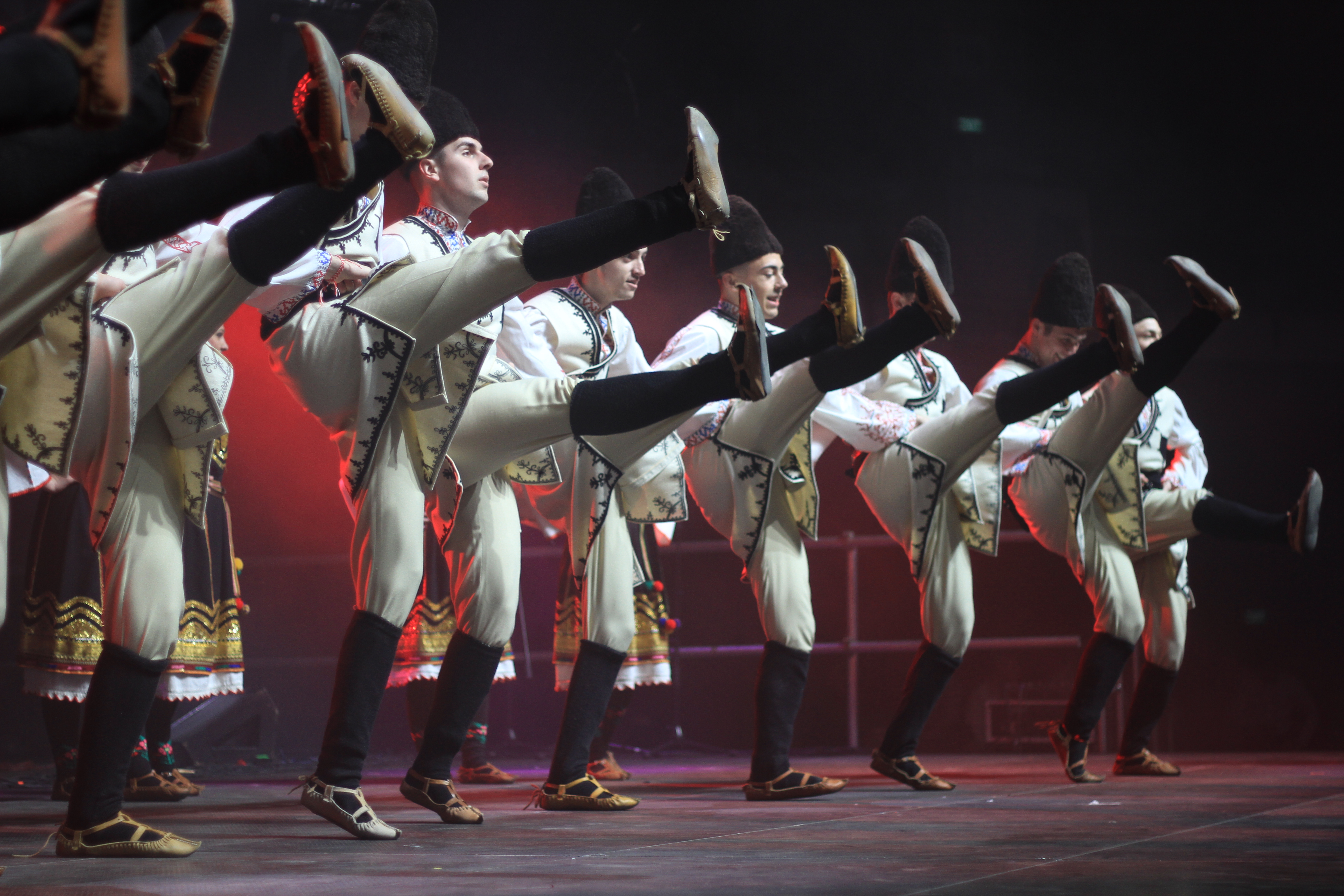
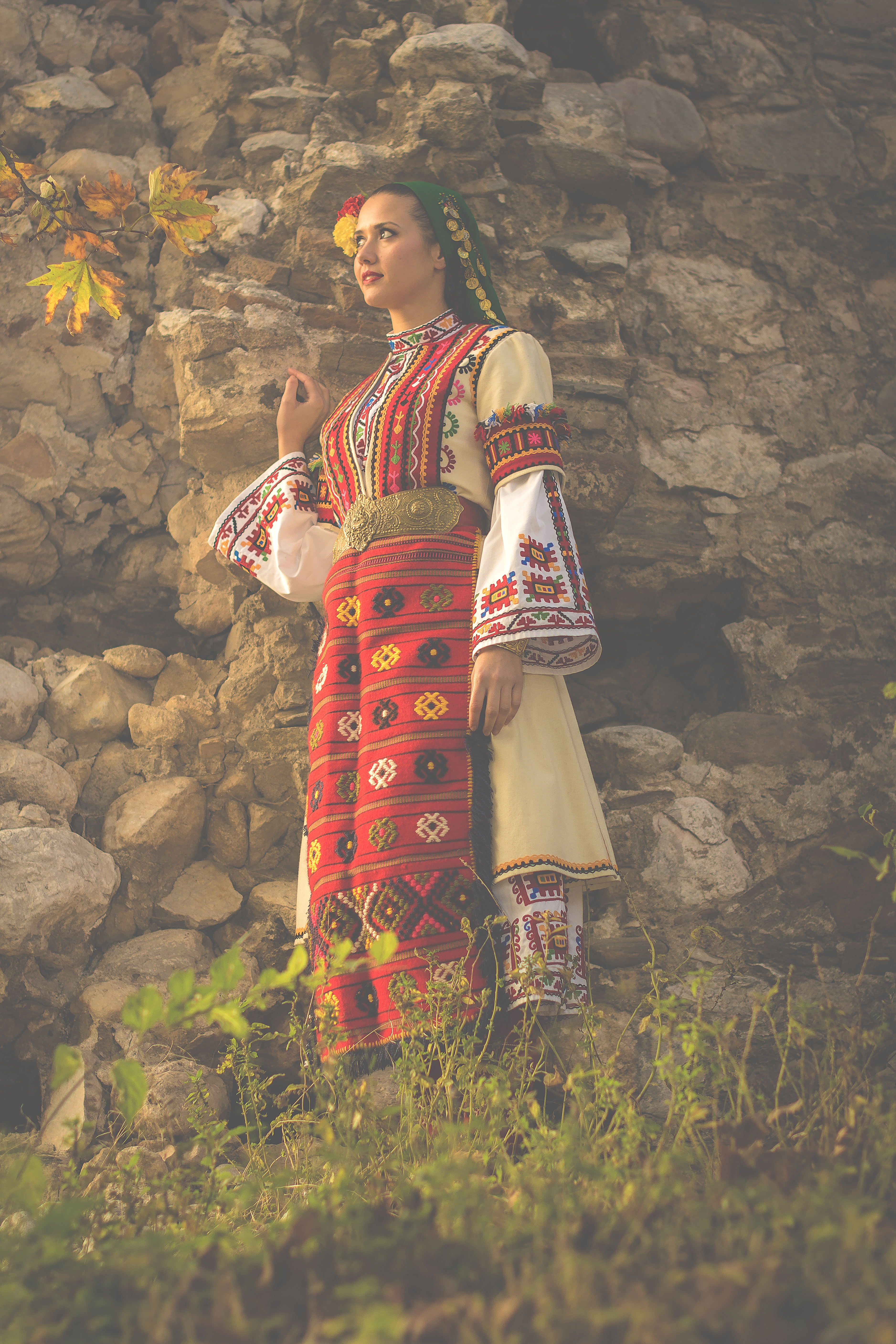